# Bogdan Marczewski
Bogdan Adam Marczewski (ur. 9 października 1944 w Starej Słupi) – polski urzędnik konsularny, dyplomata; ambasador RP w Pakistanie (2005–2006).

## Życiorys
Jest absolwentem Wydziału Prawa Uniwersytetu Marii Skłodowskiej-Curie w Lublinie i Wydziału Stosunków Międzynarodowych Moskiewskiego Państwowego Instytutu Stosunków Międzynarodowych. 
W 1971 rozpoczął pracę w Ministerstwie Spraw Zagranicznych jako praktykant. W 1980 ukończył podyplomowe studium służby zagranicznej, a w 1987 uzyskał dyplom z zakresu organizacji pracy kierowniczej w Instytucie Administracji i Zarządzania. Pełnił funkcję attaché konsularnego w Konsulacie Generalnym PRL w Chicago (1972–1976), konsula generalnego w Toronto (1981–1985). W centrali MSZ pracował w Departamencie Konsularnym (1976–1981), w Departamencie Ameryki, Protokole Dyplomatycznym (zastępca dyrektora, 1986–1993). W latach 1993–1998 był zastępcą ambasadora RP w Norwegii. Następnie był starszym radcą ministra, kierownikiem wydziału w Departamencie Promocji. W latach 2000–2002 pełnił funkcję zastępcy szefa misji OBWE w Azerbejdżanie, a następnie kierownika tej misji. Od 2003 do 2005 był zastępcą dyrektora Departamentu Systemu Informacji MSZ. Od 30 czerwca 2004 do 17 października 2006 był ambasadorem Polski w Pakistanie, akredytowanym jednocześnie na Afganistan. Od 2012 do 2018 wchodził w skład Rady Fundacji Dziedzictwo Kresowe im. Orląt Lwowskich. 
W 1996 został odznaczony norweskim Krzyżem Komandorskim Orderu Zasługi. 
Zna języki: angielski, rosyjski i suahili. Jest żonaty, ma dwoje dzieci. 